# Leucanopsis alarica
Leucanopsis alarica är en fjärilsart som beskrevs av William Schaus 1941. Leucanopsis alarica ingår i släktet Leucanopsis och familjen björnspinnare. Inga underarter finns listade i Catalogue of Life.